# Eriocrania sangii
Eriocrania sangii là một loài bướm đêm thuộc họ Eriocraniidae. Nó được tìm thấy ở châu Âu.

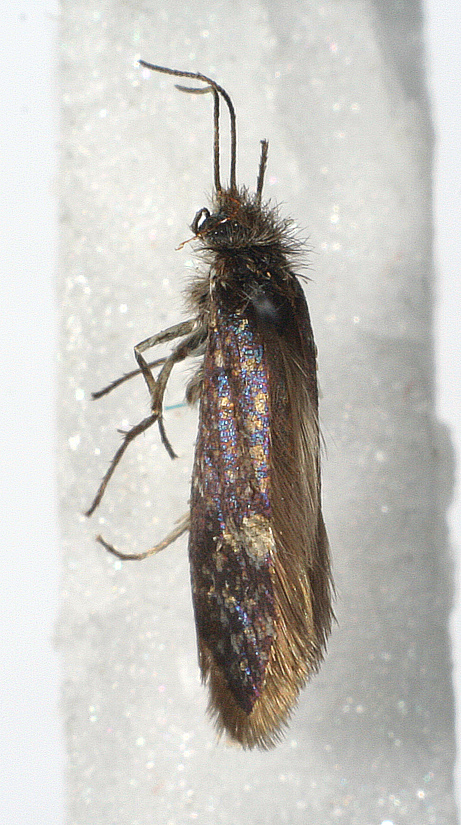

Sải cánh dài 9–14 mm. Con trưởng thành bay từ tháng 3 đến tháng 4 tùy theo địa điểm.
The larvae ăn lá các loài Betula.

## Hình ảnh

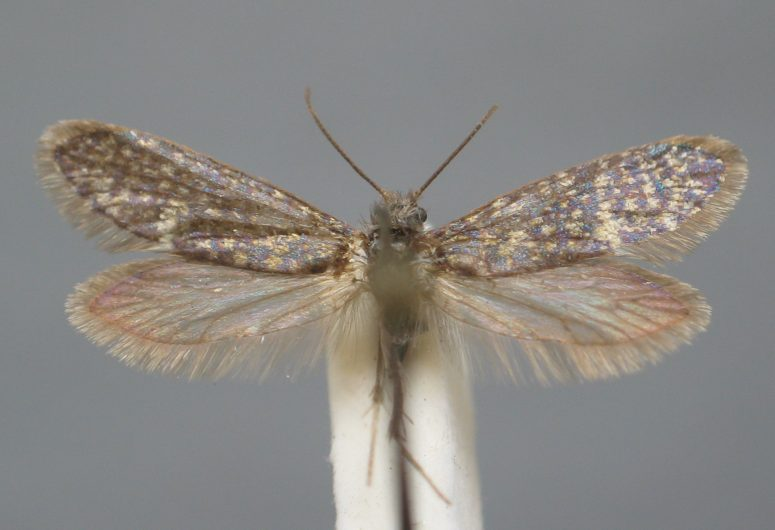